# Annona spraguei
Annona spraguei är en kirimojaväxtart som beskrevs av William Edwin Safford.
Annona spraguei ingår i släktet annonor och familjen kirimojaväxter. Inga underarter finns listade i Catalogue of Life.